# Aulacoderus chicarubiensis
Aulacoderus chicarubiensis es una especie de coleóptero de la familia Anthicidae.

## Distribución geográfica
Habita en Zimbabue.